# Gelasine uruguaiensis
Gelasine uruguaiensis är en irisväxtart som beskrevs av Pierfelice Ravenna. Gelasine uruguaiensis ingår i släktet Gelasine och familjen irisväxter.
Artens utbredningsområde är Uruguay.

## Underarter
Arten delas in i följande underarter:
- G. u. orientalis
- G. u. uruguaiensis